# Spea bombifrons
Espèce
Synonymes
- Scaphiopus bombifrons Cope, 1863

Statut de conservation UICN

 LC  : Préoccupation mineure
Le Crapaud des Plaines, Spea bombifrons, est une espèce d'amphibiens de la famille des Scaphiopodidae.

## Répartition
L'aire de répartition de cette espèce correspond plus ou moins aux Grandes Plaines. Elle se rencontre notamment :
- au Canada dans les provinces d'Alberta et Saskatchewan ;
- dans le centre des États-Unis dans l'Arizona, l'Arkansas, le Colorado, l'Iowa, le Missouri, le Montana et le Texas ;
- au Mexique dans les États de Chihuahua et Tamaulipas.

## Description
Spea bombifrons mesure de 31 à 38 mm pour les mâles et de 32 à 40 mm pour les femelles.

## Publication originale
- Cope, 1863 : On TRACHYCEPHALUS, SCAPHIOPUS and other American BATRACHIA. Proceedings of the Academy of Natural Sciences of Philadelphia, vol. 15, p. 43-54 (texte intégral).